# Aleksander Żebruń

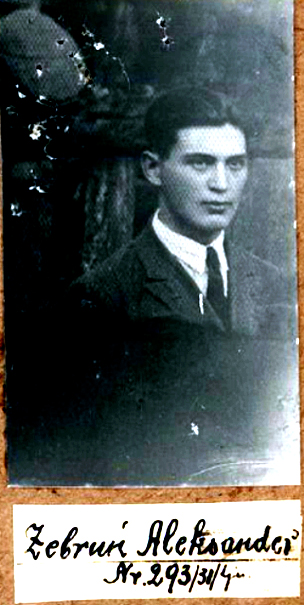
Zdjęcie Aleksandra Żebrunia z akt Policji Państwowej 1931

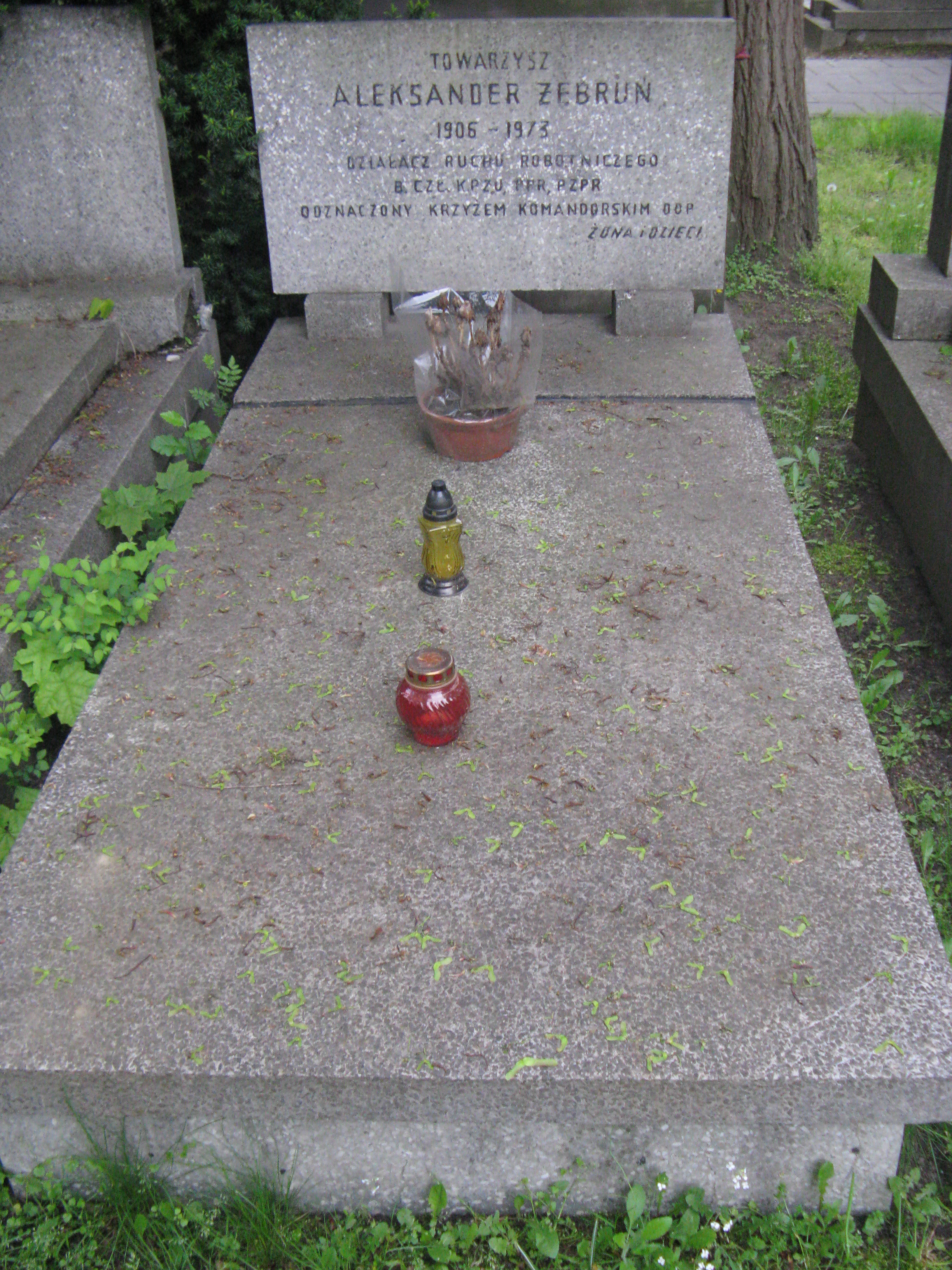
Grób Aleksandra Żebrunia na Cmentarzu Wojskowym na Powązkach

Aleksander Żebruń, lub Żebrun (ur. 23 lutego 1906 w Tomaszowie Lubelskim, zm. 9 kwietnia 1973) – działacz komunistyczny, funkcjonariusz aparatu bezpieczeństwa PRL.

## Życiorys
Syn Wasyla, funkcjonariusza straży granicznej Imperium Rosyjskiego w Tomaszowie Lubelskim. Był narodowości ukraińskiej. Po wybuchu I wojny światowej i ewakuacji na wschód przebywał w latach 1914–1918 z rodzicami w Smoleńsku, gdzie ukończył dwie klasy gimnazjum realnego. W 1918 powrócił do Tomaszowa Lubelskiego. Pracował w gospodarstwie, następnie terminował w zakładzie szewskim. W 1924 wraz z grupą przyjaciół – Szymonem Ostapczukiem, Janem Oleszczukiem i Włodzimierzem Bizoniem – założył komórkę Komunistycznej Partii Zachodniej Ukrainy (KPZU) i został sekretarzem komitetu rejonowego KPZU. 12 maja 1926 po raz pierwszy aresztowany za działalnością komunistyczną i wyrokiem Sądu Okręgowego w Zamościu z 9 sierpnia 1927 skazany na dwa lata więzienia, karę odbywał w Sandomierzu, Zamościu i Łucku. Uwolniony 12 listopada 1929 powrócił do Tomaszowa i wznowił działalność w KPZU. Członek komitetu okręgowego KPZU w Chełmie, a od czerwca 1932 sekretarz tego komitetu. Od września 1932 do kwietnia 1933 sekretarz komitetu okręgowego KPZU w Stanisławowie i Stryju, skąd został przeniesiony do Lwowa, gdzie został sekretarzem okręgu podmiejskiego KPZU. Ponownie aresztowany 21 maja 1933 w okolicach Lwowa, wyrokiem Sądu Okręgowego w Zamościu z 25 maja 1934 został skazany za działalność komunistyczną na siedem lat więzienia. Wyrok odbywał w więzieniu w Rawiczu. Członek więziennej komuny partyjnej. Zwolniony po amnestii 28 kwietnia 1938, powrócił do Tomaszowa, gdzie ponownie nawiązał kontakt z członkami KPZU.
Po agresji ZSRR na Polskę i okupacji Tomaszowa Lubelskiego przez Armię Czerwoną 25 września 1939 zorganizował wiec witający Armię Czerwoną, a następnie, razem z siostrą Olgą i Adamem Humerem założył Tymczasowy Komitet Rewolucyjny w Tomaszowie i został jego przewodniczącym (jego zastępcą był Humer). 17 października 1939 Armia Czerwona wycofała się z Tomaszowa Lubelskiego poza ustaloną 28 września 1939 w niemiecko-sowieckim traktacie o granicach i przyjaźni linię demarkacyjną. Wraz z nią na teren okupacji sowieckiej ewakuowali się działacze Rewkomu. Oprócz Aleksandra Żebrunia byli to m.in. Adam Humer, Olga Żebruń, Włodzimierz Muś i Walerian Ciechaniewicz. We Lwowie mieszkał do ataku Niemiec na ZSRR 22 czerwca 1941 i okupacji miasta przez Wehrmacht 30 czerwca 1941.
Poszukiwany przez Gestapo powrócił w strony rodzinne. 30 lipca 1941 przybył do Ulowa, gdzie przez 1,5 roku ukrywał się w gospodarstwie swojego przyjaciela, Andrzeja Mroza. Z początkiem 1943 nawiązał kontakty z działaczami komunistycznymi z terenu powiatu tomaszowskiego – swoją siostrą Olgą Żebruń i Adamem Humerem. Dwa miesiące przed wkroczeniem Armii Czerwonej Aleksander Żebruń powrócił do Tomaszowa, gdzie zamieszkał u Humera. Po zajęciu Tomaszowa przez Armię Czerwoną wspólnie nawiązali łączność z komendanturą wojenną miasta Tomaszowa.
31 sierpnia 1944 kierownik resortu bezpieczeństwa publicznego PKWN mianował go kierownikiem Powiatowego Urzędu Bezpieczeństwa Publicznego w Tomaszowie Lubelskim. Odpowiedzialny za prześladowania członków konspiracji niepodległościowej. Objął obowiązki kierownika RBP w Tomaszowie 4 września 1944. 12 listopada 1944 został ciężko ranny w głowę w zamachu, wykonanym przez 17-letniego żołnierza Armii Krajowej Zbigniewa Jarmuszyńskiego. Od 27 grudnia 1944 w dyspozycji kierownika Wojewódzkiego Urzędu Bezpieczeństwa Publicznego w Lublinie, od 7 lutego 1945 szef PUBP w Lubartowie, od 1 sierpnia 1945 szef PUBP w Puławach, od 16 stycznia 1946 p.o. kierownika Sekcji 2. Wydziału V WUBP w Lublinie, od 1 czerwca 1946 starszy referent Sekcji 2. Wydziału IV Departamentu V MBP i zastępca kierownika tej sekcji, a od 1 stycznia 1948 do 30 września 1951 kierownik tej sekcji. 10 października 1945 odznaczony został Srebrnym Krzyżem Zasługi.
Znany z despotyzmu i grubiaństwa, m.in. jako kierownik PUBP w Tomaszowie Lubelskim wywarł nacisk na władze miejskie, każąc im zbudować pomnik wdzięczności Armii Czerwonej. Popadł w konflikt z komendantem powiatowym Milicji Obywatelskiej, Franciszkiem Bartłomowiczem. Jako szef PUBP w Lubartowie wyjątkowo źle traktował swoich podwładnych, wywołując skargę pracowników PUBP skierowaną 7 maja 1945 do WUBP w Lublinie.
Pochowany na wojskowych Powązkach (kwatera B33-7-3).
Brat Olgi Żebruń.